# India ai Giochi della XXXII Olimpiade
L'India ha partecipato ai Giochi della XXXII Olimpiade, che si sono svolti a Tokyo, Giappone, dal 23 luglio all'8 agosto 2021 (inizialmente previsti dal 24 luglio al 9 agosto 2020 ma posticipati per la pandemia di COVID-19) con centoventisei atleti, settanta uomini e cinquantasei donne.
Si è trattata della venticinquesima partecipazione di questo paese ai Giochi estivi.

## Medaglie
| Riepilogo quotidiano | Riepilogo quotidiano | Riepilogo quotidiano | Riepilogo quotidiano | Riepilogo quotidiano | Riepilogo quotidiano | Riepilogo quotidiano |
| -------------------- | -------------------- | -------------------- | -------------------- | -------------------- | -------------------- | -------------------- |
| Giorno               | Data                 |                      |                      |                      | Totale               |                      |
| 1º                   | 24                   | 0                    | 0                    | 1                    | 1                    |                      |
| 9º                   | 1°                   | 0                    | 0                    | 1                    | 1                    |                      |
| 12º                  | 4                    | 0                    | 0                    | 1                    | 1                    |                      |
| 13º                  | 5                    | 0                    | 1                    | 1                    | 2                    |                      |
| 15º                  | 7                    | 1                    | 0                    | 1                    | 2                    |                      |
| Totale               | Totale               | 1                    | 2                    | 4                    | 7                    |                      |

### Medagliere per disciplina
| Sport             | Oro | Argento | Bronzo | Totale |
| ----------------- | --- | ------- | ------ | ------ |
| Atletica leggera  | 1   | 0       | 0      | 1      |
| Badminton         | 0   | 0       | 1      | 1      |
| Hockey su prato   | 0   | 0       | 1      | 1      |
| Lotta             | 0   | 1       | 1      | 2      |
| Pugilato          | 0   | 0       | 1      | 1      |
| Sollevamento pesi | 0   | 1       | 0      | 1      |
| Totale            | 1   | 2       | 4      | 7      |

### Medaglie
| Medaglia | Nome | Sport             | Evento                          |
| -------- | --- | ----------------- | ------------------------------- |
| Oro      | Neeraj Chopra | Atletica leggera  | Lancio del giavellotto maschile |
| Argento  | Mirabai Chanu | Sollevamento pesi | 49 kg femminile                 |
| Argento  | Ravi Kumar Dahiya | Lotta libera      | 57 kg maschile                  |
| Bronzo   | Pusarla Sindhu | Badminton         | Singolo femminile               |
| Bronzo   | Lovlina Borgohain | Pugilato          | Pesi welter femminile           |
| Bronzo   | Nazionale di hockey su prato dell'India: Dilpreet Singh Rupinder Pal Singh Surender Kumar Manpreet Singh Hardik Singh Gurjant Singh Simranjeet Singh Mandeep Singh Harmanpreet Singh Lalit Upadhyay P. R. Sreejesh Sumit Nilakanta Sharma Shamsher Singh Varun Kumar Birendra Lakra Amit Rohidas Vivek Prasad | Hockey su prato   | Torneo maschile                 |
| Bronzo   | Bajrang Punia | Lotta libera      | 65 kg maschile                  |

## Delegazione
| Sport             | Uomini | Donne | Totale |
| ----------------- | ------ | ----- | ------ |
| Atletica leggera  | 17     | 9     | 26     |
| Badminton         | 3      | 1     | 4      |
| Canottaggio       | 2      | 0     | 2      |
| Equitazione       | 1      | 0     | 1      |
| Ginnastica        | 0      | 1     | 1      |
| Golf              | 2      | 2     | 4      |
| Hockey su prato   | 18     | 18    | 36     |
| Judo              | 0      | 1     | 1      |
| Lotta             | 3      | 4     | 7      |
| Nuoto             | 2      | 1     | 3      |
| Pugilato          | 5      | 4     | 9      |
| Scherma           | 0      | 1     | 1      |
| Sollevamento pesi | 0      | 1     | 1      |
| Tennis            | 1      | 2     | 3      |
| Tennistavolo      | 2      | 2     | 4      |
| Tiro              | 8      | 7     | 15     |
| Tiro con l'arco   | 1      | 1     | 2      |
| Vela              | 3      | 1     | 4      |
| Totale            | 70     | 56    | 126    |

## Risultati

### Atletica leggera
| Q | Qualificato al turno successivo per la posizione in qualificazione                                                           |
| q | Qualificato per il turno successivo per ripescaggio o, negli eventi su campo, conquistando la misura minima per qualificarsi |

Maschile
Eventi su pista e strada
| Atleta                                                | Evento            | Batteria  | Batteria  | Semifinale      | Semifinale      | Finale          | Finale          |
| Atleta                                                | Evento            | Risultato | Posizione | Risultato       | Posizione       | Risultato       | Posizione       |
| ----------------------------------------------------- | ----------------- | --------- | --------- | --------------- | --------------- | --------------- | --------------- |
| M. P. Jabir                                           | 400 m ostacoli    | 50.77     | 7°        | non qualificato | non qualificato | non qualificato | non qualificato |
| Avinash Sable                                         | 3000 m siepi      | 8'18"12   | 7°        | non qualificato | non qualificato | non qualificato | non qualificato |
| Sandeep Kumar                                         | Marcia 20 km      | N.D.      | N.D.      | N.D.            | N.D.            | 1h25'07"        | 23°             |
| K. T. Irfan                                           | Marcia 20 km      | N.D.      | N.D.      | N.D.            | N.D.            | 1h34'41"        | 51°             |
| Rahul Rohilla                                         | Marcia 20 km      | N.D.      | N.D.      | N.D.            | N.D.            | 1h32'06"        | 47°             |
| Gurpreet Singh                                        | Marcia 50 km      | N.D.      | N.D.      | N.D.            | N.D.            | DNF             | DNF             |
| Amoj Jacob Arokia Rajiv Noah Nirmal Tom Mohammad Anas | Staffetta 4×400 m | 3'00"25   | 7°        | N.D.            | N.D.            | non qualificati | non qualificati |

Eventi su campo
| Atleta                 | Evento                 | Qualifica | Qualifica | Finale          | Finale          |
| Atleta                 | Evento                 | Misura    | Posizione | Misura          | Posizione       |
| ---------------------- | ---------------------- | --------- | --------- | --------------- | --------------- |
| Neeraj Chopra          | Lancio del giavellotto | 86.65     | 1° Q      | 87.58           | Oro             |
| Shivpal Singh          | Lancio del giavellotto | 76.40     | 27°       | non qualificato | non qualificato |
| Murali Sreeshankar     | Salto in lungo         | 7.69      | 25°       | non qualificato | non qualificato |
| Tajinderpal Singh Toor | Getto del peso         | 19.99     | 24°       | non qualificato | non qualificato |

Femminile
Eventi su pista e strada
| Atleta           | Evento       | Batteria  | Batteria  | Semifinale      | Semifinale      | Finale          | Finale          |
| Atleta           | Evento       | Risultato | Posizione | Risultato       | Posizione       | Risultato       | Posizione       |
| ---------------- | ------------ | --------- | --------- | --------------- | --------------- | --------------- | --------------- |
| Dutee Chand      | 100 m piani  | 11.54     | 7ª        | non qualificata | non qualificata | non qualificata | non qualificata |
| Dutee Chand      | 200 m piani  | 23.85     | 7ª        | non qualificata | non qualificata | non qualificata | non qualificata |
| Priyanka Goswami | Marcia 20 km | N.D.      | N.D.      | N.D.            | N.D.            | 1h32'36"        | 17ª             |
| Bhawna Jat       | Marcia 20 km | N.D.      | N.D.      | N.D.            | N.D.            | 1h37'38"        | 32ª             |

Eventi su campo
| Atleta          | Evento                 | Qualifica | Qualifica | Finale          | Finale          |
| Atleta          | Evento                 | Misura    | Posizione | Misura          | Posizione       |
| --------------- | ---------------------- | --------- | --------- | --------------- | --------------- |
| Kamalpreet Kaur | Lancio del disco       | 64.00     | 2ª Q      | 63.70           | 6ª              |
| Seema Punia     | Lancio del disco       | 60.57     | 16ª       | non qualificata | non qualificata |
| Annu Rani       | Lancio del giavellotto | 54.04     | 29ª       | non qualificata | non qualificata |

Misti
Eventi su pista e strada
| Atleta                                                        | Evento                  | Batteria  | Batteria  | Finale          | Finale          |
| Atleta                                                        | Evento                  | Risultato | Posizione | Risultato       | Posizione       |
| ------------------------------------------------------------- | ----------------------- | --------- | --------- | --------------- | --------------- |
| Mohammad Anas Arokia Rajiv Revathi Veeramani Subha Venkatesan | Staffetta 4×400 m mista | 3'19"93   | 8º        | non qualificate | non qualificate |